# Жаргалант (Баянхонгор)
Жаргалант (монг. Жаргалант) — сомон аймака Баянхонгор в Южной Монголии, площадь которого составляет 4 175 км². Численность населения по данным 2006 года составила 3 173 человек.

## Известные уроженцы
- Цэндийн Намсрай (1918—1990) — монгольский государственный, политический и дипломатический деятель, министр образования МНР (1948—1950), журналист, редактор, переводчик. Заслуженный деятель культуры МНР (1980). Лауреат Государственной премии МНР.